# Quierzy
Quierzy (/kjɛʁzi/) è un comune francese di 452 abitanti situato nel dipartimento dell'Aisne della regione dell'Alta Francia. Il territorio comunale è attraversato dal fiume Oise.

## Società

### Evoluzione demografica
Abitanti censiti

## Storia
Al tempo dei Merovingi e dei Carolingi il villaggio era la sede di una delle più importanti ville rustiche o anche palazzo reale, sede di assemblee della nobiltà franca e di sinodi di vescovi e abati e di altri importanti eventi. In questo luogo morì Carlo Martello il 22 ottobre 741. Il nome della località compare nei diversi documenti con varie forme: Cariciacum, Carisiacum, Charisagum e anche Karisiacum.
Nel 754 papa Stefano II fu ricevuto a Quierzy da Pipino il Breve e ivi fu sottoscritto il trattato di Quierzy, che diede il via alla creazione dello Stato pontificio con la donazione dell'esarcato di Ravenna. In contropartita il papa riconobbe la dinastia carolingia. Questa donazione sarà confermata vent'anni dopo a Roma da Carlo Magno, figlio di Pipino.
Nell'877 Carlo il Calvo promulgò il Capitolare di Quierzy, che introdusse l'ereditarietà delle cariche feudali.

## Monumenti e luoghi d'interesse
L'attuale castello di Quierzy è stato costruito nel XV secolo sulle rovine della fortezza dei vescovi di Noyon; ancora oggi una torre dell'antica fortezza è visibile, sul lato lungo l'Oise, in direzione della stazione.